# Sérvia
A Sérvia (em sérvio:  Србија, transl. Srbija, pronunciado: [sř̩bija]), oficialmente República da Sérvia (em sérvio: Република Србија, transl. Republika Srbija, pronunciado: [repǔblika sř̩bija]), é um país europeu, cuja capital é Belgrado, localizado no sudeste da Europa, na região balcânica. Faz fronteira a sudoeste com Montenegro, país do qual se separou em 2006, a oeste com a Bósnia e Herzegovina, a noroeste com a Croácia, ao sul com a Macedônia do Norte e com a Albânia, ao leste com a Romênia e com a Bulgária e ao norte com a Hungria.
A maioria albanesa instalada no Cossovo proclamou unilateralmente a independência da província do sul em 17 de fevereiro de 2008 como a "República do Cossovo". O governo sérvio, tal como o russo, o espanhol e outros, não a reconhece, reivindicando-a como Província Autônoma de Cossovo e Metóquia.
É uma ex-república iugoslava tendo integrado, até junho de 2006, uma confederação com Montenegro denominada Sérvia e Montenegro. No dia 5 de junho do mesmo ano, a Sérvia declarou sua independência, 2 dias após Montenegro ter feito o mesmo. No entanto, a Sérvia foi reconhecida como o estado sucessor da união, que por sua vez sucedia a República Federal da Iugoslávia. A 22 de dezembro de 2009 a Sérvia apresentou a candidatura oficial de adesão à União Europeia.
Desde o fim da Primeira Guerra Mundial, a Sérvia tem sido a fundadora da maioria dos Estados eslavos meridionais, que pertenciam originalmente ao Reino dos Sérvios, Croatas e Eslovenos (rebatizado mais tarde de Reino da Iugoslávia). Fez parte da então República Socialista Federativa da Iugoslávia, da República Federal da Iugoslávia e da União de Estado da Sérvia e Montenegro. Após um referendo no Montenegro, em 2006, o estado federal foi dissolvido e a República da Sérvia, com base na carta constitucional, reconheceu a independência de Montenegro em 5 de junho daquele ano.
A Sérvia possui duas províncias autônomas: Voivodina e Cossovo e Metóquia. Desde o bombardeio da OTAN na Jugoslávia, em 1999, Cossovo e Metóquia está sob ocupação da Organização das Nações Unidas. Instituições provisórias de "Auto-Governo" do Cossovo, onde os albaneses compõem a maioria étnica, se iniciaram em 17 de fevereiro de 2008, sob forte protesto da Sérvia, que não reconhece a independência do Cossovo nem a declaração ilegal de "soberania", usando como base a sua própria constituição, além da Resolução 1244 do Conselho de Segurança das Nações Unidas. A situação de conflito entre o governo sérvio e o poder instalado no Cossovo ainda se estende, e vários países se posicionaram sobre o feito.
A República da Sérvia é membro da Organização das Nações Unidas (ONU), do Conselho da Europa, da Organização para a Segurança e Cooperação na Europa (OSCE), da Parceria para a Paz e da Organização de Cooperação Econômica do Mar Negro. É, também, um candidato oficial à adesão à União Europeia (UE), além de ser um país militarmente neutro, e tem o estatuto de observador na Organização do Tratado de Segurança Coletiva (OTSC).

## História
As culturas de Vinča e Starčevo foram as primeiras civilizações neolíticas na área que hoje é historicamente Sérvia, entre o sétimo e o terceiro milênio a.C. O mais importante sítio arqueológico deste momento é Lepenski Vir. As civilizações mais antigas que habitaram a área antes da conquista romana, realizada no século I a.C., eram os ilírios, trácios, dácios e celtas. Os celtas construíram muitas fortificações e são creditados pela fundação de muitas cidades modernas na Sérvia, como Kalemegdan e Belgrado. Os gregos chegaram, em sua expansão, ao sul da Sérvia moderna no século IV a.C, chegando ao ponto mais ao norte do império de Alexandre, o Grande. A Sérvia contemporânea inclui (na totalidade ou em parte) províncias clássicas como Mésia, Panônia, Prevalitana, Dalmácia, Dácia e Macedônia. A cidade de Sirmium, no norte, foi uma das capitais do Império Romano, durante a tetrarquia. Também foram encontrados vestígios importantes em Viminacium. Pelo menos dezessete imperadores romanos nasceram na região agora ocupada pela Sérvia.
O atual território da Sérvia fez parte das províncias romanas de Ilírico e da Mésia Superior a partir do ano 29 a.C.. No século VII, a região foi imigrada pelos eslavos, vindo da Galícia (Europa Central). Vassalos do Império Romano do Oriente, os sérvios se diferenciaram dos croatas por sua conversão ao cristianismo bizantino por volta de 875 e pela adopção do alfabeto cirílico. A Igreja Ortodoxa Sérvia ganhou autonomia no século XIII, quando teve São Sava como seu arcebispo.
Durante a Idade Média, o país teve um apogeu durante o reinado de Estêvão Uresis IV (r. 1331–1355), seguido de um rápido declínio. Após a derrota frente aos turcos na batalha de Kossovo Poliê (1389), a Sérvia demorou a ser incorporada ao Império Otomano.
Entre 1459 e 1804, a Sérvia esteve formalmente sob o controle dos otomanos, apesar de três invasões austríacas e numerosas rebeliões. O Islão teve um período de expansão durante esta fase, levando à conversão de muitos sérvios. Estes convertidos recusavam-se a serem chamados de sérvios, adoptando a denominação de muslimani e, posteriormente, de bosníacos, uma vez que viviam majoritariamente na região conhecida como Bósnia — razão pela qual são também chamados de bósnios muçulmanos.
A Sérvia foi ainda um principado autónomo (face ao Império Austríaco) entre 1817 e 1878, um principado independente entre 1878 e 1882 e um reino independente entre 1882 e 1918.
No início do século XX, lutava para formar a Iugoslávia, um Estado envolvendo toda a região balcânica. Como resultado das Guerras balcânicas (1912–1913), incorporou a Macedónia do Norte e o Cossovo, berço original da nacionalidade sérvia. Durante a Primeira Guerra Mundial, teve uma atuação destacada, e a partir de 1918 passou a ser um dos estados integrantes do Reino da Jugoslávia (que se converteu em República Socialista após 1945), tomando o nome de República Socialista Federal da Iugoslávia em 1963. Em 2003, passou-se a denominar Sérvia e Montenegro. E em 2006, após uma votação para a independência do Montenegro, consumou-se enfim a dissolução formal da federação. A 17 de fevereiro de 2008, o parlamento do Cossovo aprovou, unilateralmente, a declaração da independência da província feita pelo então primeiro-ministro cossovar Hashim Thaçi, durante uma sessão especial na capital, Pristina.

## Geografia
A Sérvia situa-se nos Bálcãs (uma região histórica e geograficamente distinta do sudeste da Europa) e na Panónia (uma região da Europa Central). Faz fronteira com a Albânia, o Montenegro, a Bósnia e Herzegovina, a Bulgária, a Croácia, a Hungria, a Macedónia do Norte, e a Roménia. A Sérvia não tem saída ao mar, se bem que o rio Danúbio proporcione o acesso de barco até à Europa central e ao mar Negro.
O território da Sérvia abrange desde os planos, ricos, férteis da região nortenha de Vojvodina, montanhas de rocha de calcário e vales a leste, e, a sudeste, montanhas e colinas antigas. O norte é dominado pelo rio Danúbio. Um afluente, o rio Morava, atravessa as regiões mais montanhosas do sul.

### Clima
O clima sérvio varia entre um clima continental no norte, com invernos frios e verões quentes e úmidos, com chuvas bem distribuídas e um clima adriático no sul, com verões quentes e secos e outonos e invernos relativamente frios, com queda de neve pesada no interior. As diferenças de altitude, a proximidade com o mar Adriático e as grandes influências fluviais, assim como sua exposição aos ventos, marcam as diferenças climáticas. Voivodina possui um clima continental típico, com massas de are do norte e oeste de Europa que alteram seu perfil do clima. O sul e sudoeste da Sérvia estão sujeitos à influências mediterrânicas. No entanto, os Alpes Dináricos e outras cadeias de montanhas contribuem para o arrefecimento da maioria das massas de ar quentes. Os invernos são particularmente intensos na região de Sandžak por causa das montanhas que cercam o planalto.
A temperatura média anual do ar no período de 1961–1990 na área com uma altitude de 300 m foi de 10,9 °C. As áreas com uma altitude entre 300–500 m tiveram uma temperatura média anual de cerca de 10,0 °C, e áreas com mais de 1 000 m de altitude, registraram média em torno de 6,0 °C. A temperatura mais baixa registrada na Sérvia foi de -39,5 °C, em 13 de janeiro de 1985, na região de Karajukića Bunari, em Pester, e a maior foi de 44,9 °C, em 24 de julho de 2007, na região de Smederevska Palanka.

### Cidades
A Sérvia possui 192 municípios (contando com o Cossovo, e a Voivodina). Dentre eles, 27 possuem o status administrativo de cidade. Segundo a Lei de Organização Territorial, para um município ser considerado uma cidade, ele precisa possuir mais de 100 000 habitantes. Na Sérvia, as cidades possuem mais autonomia em relação à política local. O principal centro financeiro, administrativo, e político do país é a sua capital Belgrado.
São elas:
- Belgrado
- Čačak
- Jagodina
- Kikinda
- Kraljevo
- Kragujevac
- Kruševac
- Leskovac
- Loznica
- Novi Pazar
- Novi Sad (Voivodina)
- Niš
- Pančevo
- Pirot
- Požarevac
- Pristina (Cossovo)
- Smederevo
- Sombor
- Sremska Mitrovica
- Subotica
- Šabac
- Užice
- Valjevo
- Vranje
- Vršac
- Zaječar
- Zrenjanin

### Áreas protegidas

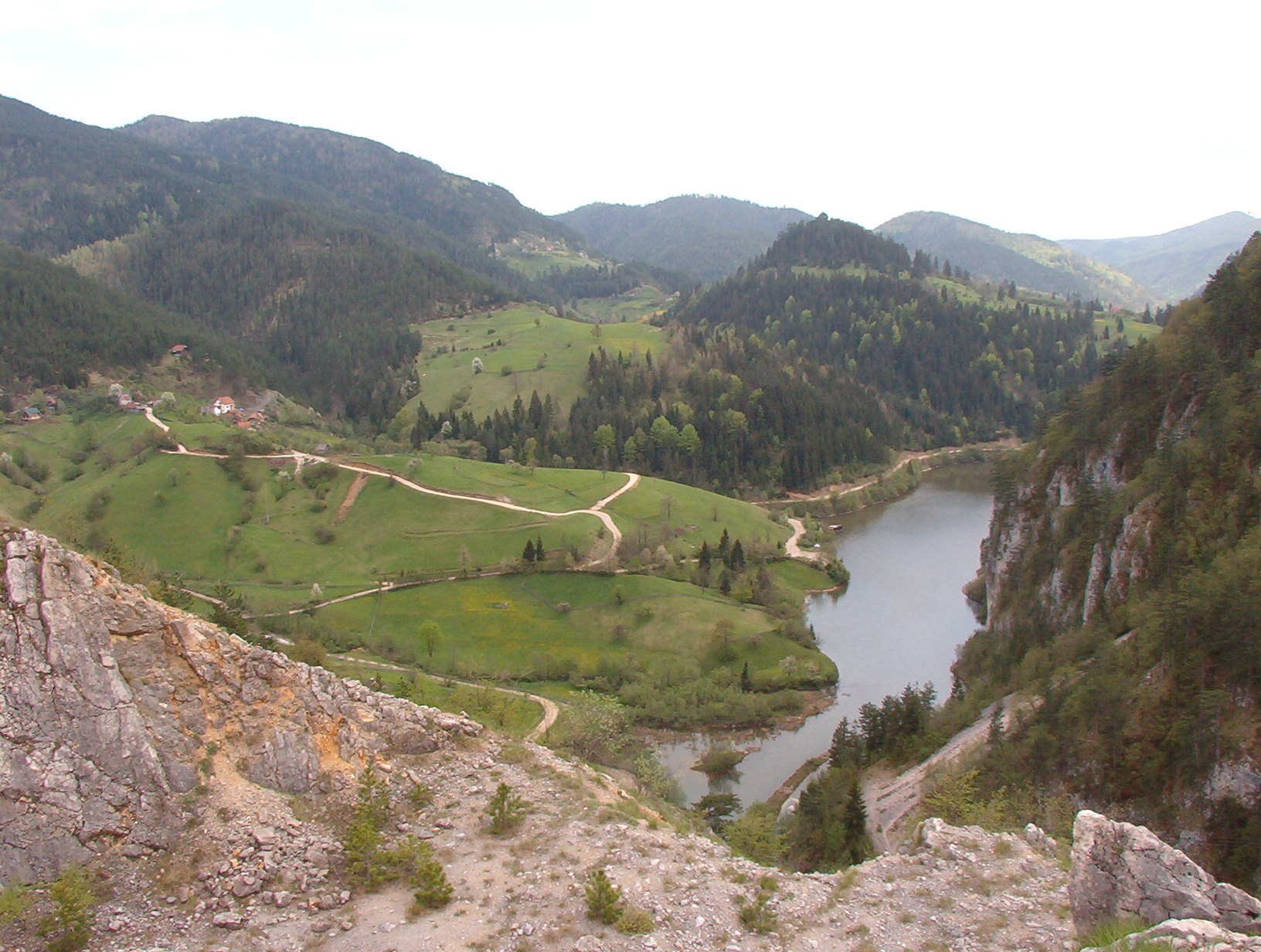
Montanha Tara, nos Alpes Dináricos

O país possui um total de 5 áreas protegidas, 10 reservas naturais, 12 cavernas naturais e uma área classificada como uma reserva da biosfera, a de Golija-Studenica, localizada em Ráscia. Os parques nacionais são: Fruška Gora, localizado em Sírmia e com 250 km2; Kopaonik, com 120 km2 e situado na área central do país; Tara, localizado na Sérvia central e com 220 km2 e os parques nacionais de Portões de ferro e Montes Šar, com o primeiro localizado na Sérvia central e o segundo no território do Cossovo, e com 640 km2 e 390 km2, respectivamente. O parque nacional de Portões de ferro é o maior em área na Sérvia, integrando a região chamada de Planície da Panónia, na fronteira entre Sérvia e Hungria, sendo também um dos maiores fluxos de água do mundo que corre na direção do mar. Outra questão também notável, é em relação ao Monte Šar, que está situado no Cossovo, reconhecido por muitos países como um Estado soberano e, assim, nem sempre considerado como parte do território sérvio.

## Demografia
Segundo o censo de 2022, a Sérvia (excluindo Cossovo) tem uma população total de 6.647.003 habitantes e a densidade populacional é média, com 85,8 hab./km2. O país está povoada maioritariamente por Sérvios. As minorias significativas incluem os albaneses (maioria na província de Cossovo), húngaros, bósnios, ciganos, croatas, eslovacos, búlgaros e romenos.
A Sérvia está formada por três territórios: a província de Cossovo e Metóquia, a província de Vojvodina e Sérvia Central (em sérvio, Централна Србија o Centralna Srbija). As províncias são etnicamente muito heterogêneas, resultado da divisão histórica do país entre o Império Otomano, muçulmano, no sul, e a Áustria-Hungria, cristãos católicos, no norte do país.

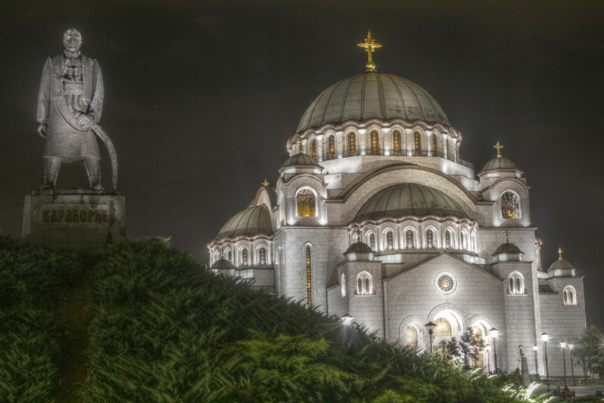
Catedral de São Sava, em Belgrado, a maior igreja ortodoxa do mundo.

### Religião
Segundo a constituição sérvia, o estado é secular, e garante a liberdade religiosa. Cerca de 6 milhões de sérvios se declaram cristãos ortodoxos (84,5% da população). A Igreja Ortodoxa Sérvia é a mais tradicional instituição religiosa do país. O resto da população se divide entre católicos romanos (6%), muçulmanos (3%), protestantes (1%), dentre outras denominações religiosas. Cerca de 110 000 sérvios se declaram ateus, ou agnósticos (1,2% da população).

### Línguas
A maior parte da população fala sérvio, 88%. Sérvio é o único idioma europeu que usa dois alfabetos: o cirílico e o latino. O cirílico é designado na constituição como a "escrita oficial" e foi concebido em 1814 pelo filologista Vuk Stefanović Karadžić, que o baseou em princípios fonéticos. Uma pesquisa de 2014 mostrou que 47% dos sérvios preferem o alfabeto latino, enquanto 36% preferem o cirílico e 17% não têm preferência.
O sérvio padrão é baseado no dialeto štokavski (mais especificamente o de Šumadija-Voivodina e Herzegovina Oriental).
Línguas minoritárias reconhecidas são: húngaro, bósnio, eslovaco, croata, albanês, romeno, búlgaro, russino, e macedônio. Todas essas línguas são de uso oficial em municípios ou cidades onde a minoria excede 15% da população. Na Voivodina, a administração provincial usa além do sérvio, cinco outros idiomas (eslovaco, húngaro, croata, romeno e russino).

## Governo e política

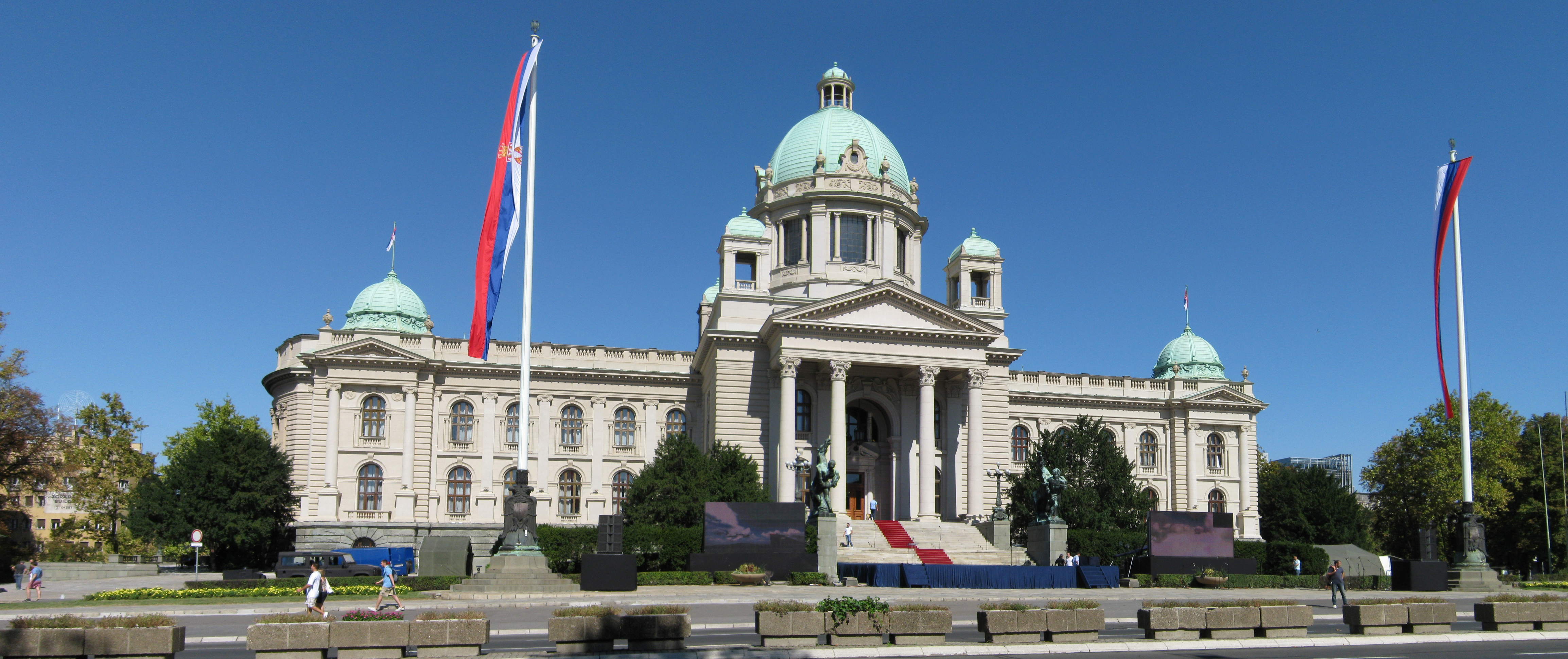
A Assembleia Nacional da Sérvia

Em 4 de fevereiro de 2003, o parlamento da República Federal da Jugoslávia acordou uma forma mais ténue de cooperação entre a Sérvia e Montenegro dentro da união de estados chamada Sérvia e Montenegro. A união terminou a seguir às declarações de independência montenegrina e sérvia em junho de 2006.
Após a destituição de Slobodan Milošević em 5 de outubro de 2000, o país foi governado pela Oposição Democrática da Sérvia. As tensões aumentaram gradualmente dentro da coligação até que o Partido Democrático da Sérvia (DSS) deixou o governo, abandonando o Partido Democrático (DS) em pleno exercício. Mesmo assim, em março de 2004, o DSS reuniu suporte suficiente para formar o novo Governo da Sérvia, juntamente com o G17 Plus e a coligação SPO-NS, e o pacto do Partido Socialista da Sérvia, que não faz parte do governo. O Primeiro-ministro da Sérvia é Vojislav Koštunica, líder do Partido Democrático da Sérvia.
O actual Presidente da Sérvia é Boris Tadić, líder do Partido Democrático (DS). Foi eleito com 53% dos votos na segunda volta da eleições presidenciais Sérvias realizadas em 27 de junho de 2004, depois de várias eleições malsucedidas desde 2002, sendo, por fim, reeleito presidente em 3 de fevereiro de 2008. Recentemente foi feito uma pesquisa em que se diz que 64% da população servia é a favor da restauração de uma monarquia parlamentar constitucional.

### Forças Armadas

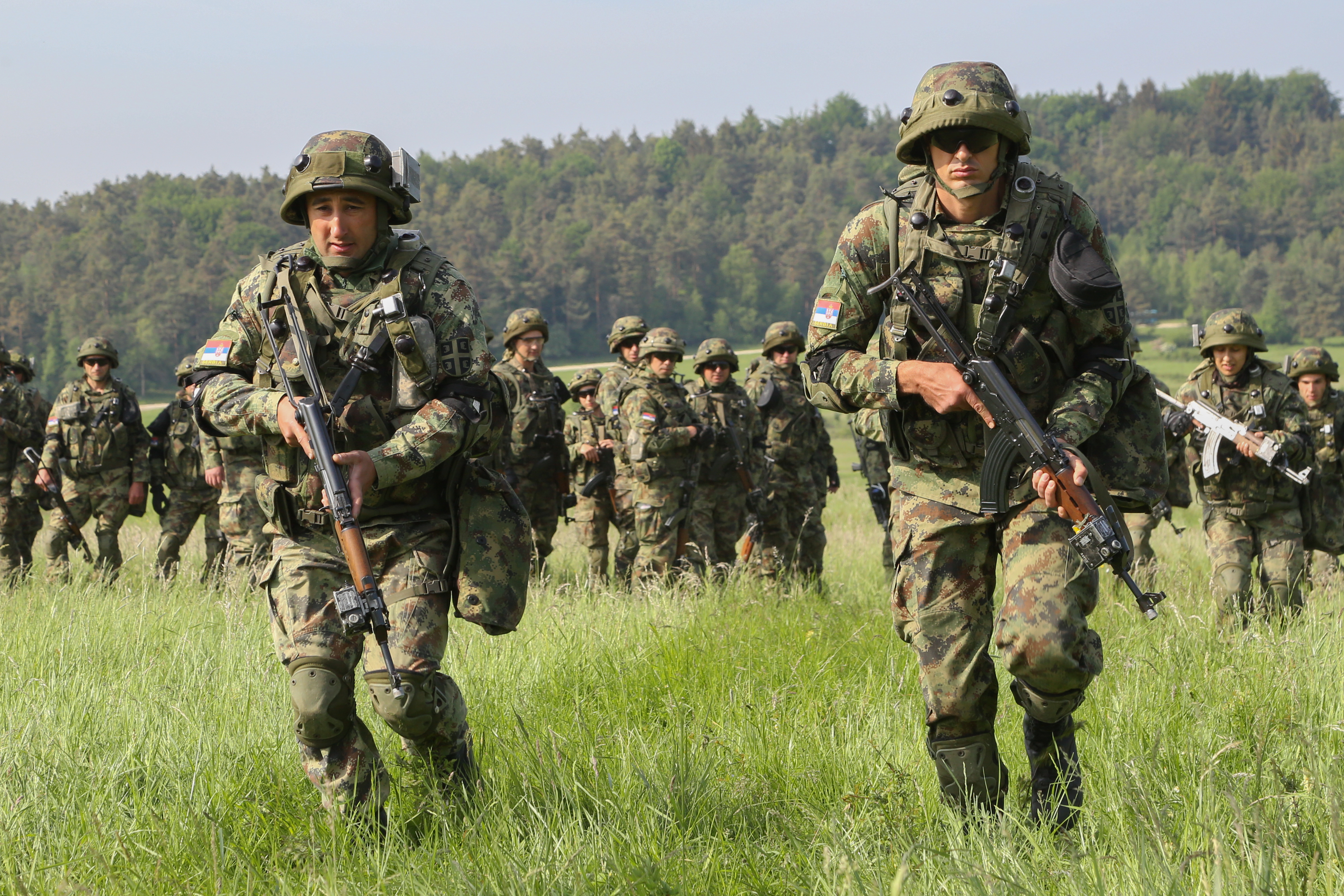
Soldados do exército sérvio

As forças armadas sérvias são subservientes ao Ministério da Defesa do país e são compostas por um exército e uma força aérea. Mesmo não tendo acesso ao mar, a Sérvia possui uma flotilha de navios para patrulhar seus rios, como o Danúbio e o Tisza. São comandados pelo Chefe do Estado-Maior, que é apontado pelo presidente (o Comandante em chefe). Em 2012, o orçamento militar da Sérvia ficou em torno dos US$ 612 milhões de dólares (ou cerca de 1,6% do PIB).
Tradicionalmente composto em sua maioria por conscritos, o exército sérvio tem passado por um período de reconstrução e profissionalização. O recrutamento obrigatório foi abolido em janeiro de 2011. Atualmente contam com pelo menos 28 000 tropas no serviço ativo, apoiados por mais 20 000 reservistas e outros 170 000 em condições para serem convocados.
A Sérvia tem participado de um programa de parceria com a Organização do Tratado do Atlântico Norte (OTAN), mas se recusa a se juntar a OTAN devido a rejeição popular proveniente do bombardeio da Iugoslávia por parte de países desta organização em 1999. O país é signatário do Pacto de Estabilidade para o Sudeste da Europa. As forças armadas sérvias participaram de várias missões de paz pela ONU, incluindo no Líbano, Chipre, Costa do Marfim e Libéria.
O país é um enorme produtor de armamentos para a região dos Bálcãs. Em 2011 eles exportaram mais de US$ 250 milhões de dólares em equipamentos. Suas exportações também incluem principalmente o Oriente Médio, a África, o Sudoeste Asiático e até a América do Norte. Nos últimos anos, devido a alta demanda, o setor de defesa e fabricação de armas viu um fortalecimento acentuado.

## Subdivisões

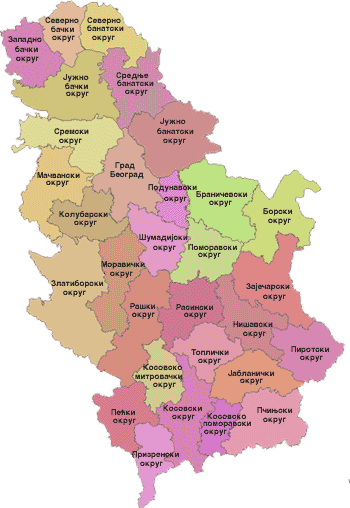
Subdivisões da Sérvia, com Cossovo incluído

A Sérvia é composta de 108 municípios e uma província autônoma, a Voivodina ao norte (com 54 municípios). O governo da Sérvia não reconhece a independência do Cossovo ao sul (que possui 30 municípios), considerando-o uma outra província autônoma.
A parte da Sérvia que não é nem Cossovo nem Voivodina é chamada de Sérvia Central, que não é uma divisão administrativa como a província de Voivodina, não possuindo governo regional próprio.

## Economia

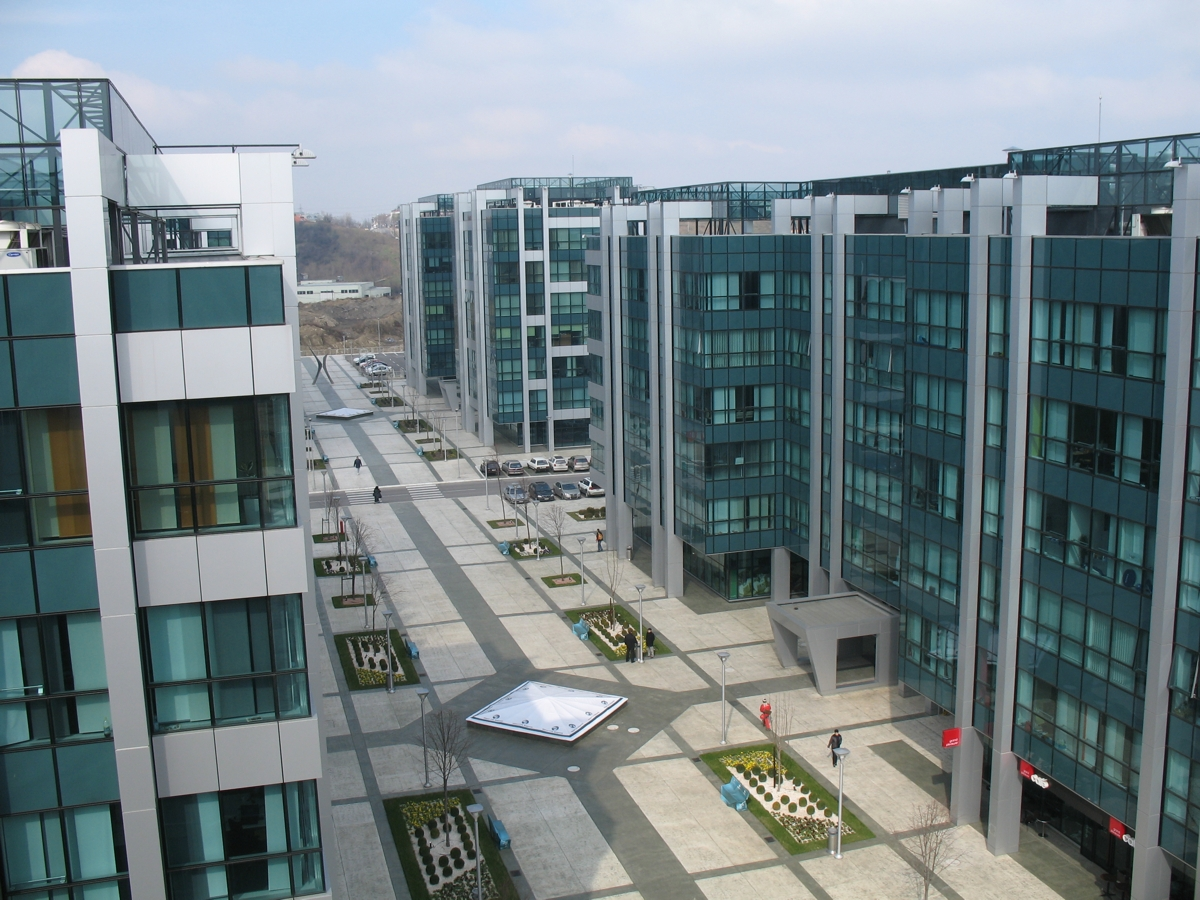
Centro Financeiro chamado Cidade do Aeroporto (Airport City) em Belgrado Novo

Com um PIB estimado para 2023 em US$ 164,8 bilhões (US$ 23 534 per capita, PPC), a República da Sérvia é considerada uma economia média emergente pelo Banco Mundial. O IDE (Investimento Directo Estrangeiro) em 2006 foi de US$ 5,85 bilhões. Em 2007 houve um recuo, para US$ 4,2 bilhões. O PIB apresentou um crescimento de 7,5% em 2021 e 2,3% em 2022 e em 2023, caracterizando-se como um dos crescimentos econômicos mais rápidos da região.
No início do processo de transição do socialismo para o capitalismo (1989), as suas perspectivas económicas favoráveis foram prejudicadas pela instabilidade política, pelos graves efeitos das sanções impostas pela ONU de 1992–95, e pela destruição de parte da infraestrutura e parque industrial, todas estas sofridas durante a Guerra da Bósnia. Seus problemas só foram agravados por perder os mercados da ex-Jugoslávia e Comecon. Depois do afastamento do antigo presidente jugoslavo Slobodan Milošević, em outubro de 2000, o país experimentou um crescimento económico mais rápido, e tem se preparando para aderir à União Europeia, o seu mais importante parceiro comercial, ainda que não haja uma data prevista para tal adesão.
A recuperação da economia ainda enfrenta muitos problemas, entre os quais uma taxa de desemprego que beira os 20%, considerável défice comercial e endividamento nacional. A Sérvia tem sido por vezes chamado de "tigre dos Balcãs" por causa de suas recentes altas taxas de crescimento económico, o qual média 6,1% (nos últimos cinco anos), com o seu IDE em níveis recorde.

## Infraestrutura

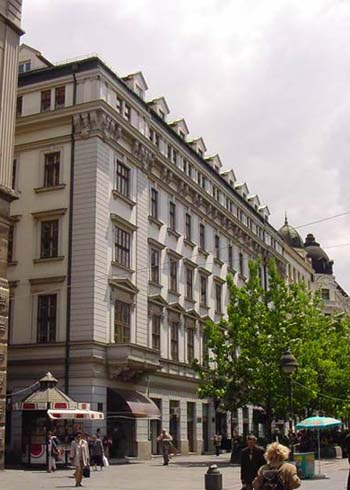
Prédio de Filosofia da Universidade de Belgrado, a mais antiga instituição de ensino do país

### Educação
A Educação na Sérvia é regulada pelo Ministério Sérvio da Educação e do Desporto. A Educação começa ou em pré-escolas ou em escolas primárias. As crianças são matriculadas na escola primária (Sérvias: Osnovna škola) aos 7 anos de idade e permanecem durante oito anos. Segundo o censo de 2011, 98% da população sérvia é alfabetizada, um índice relativamente alto em comparação aos países do leste europeu. 16,2% da população possui ensino superior.
Existem 18 universidades na Sérvia, sendo 8 públicas. A universidade mais antiga, e melhor avaliada do país é a Universidade de Belgrado.

### Turismo

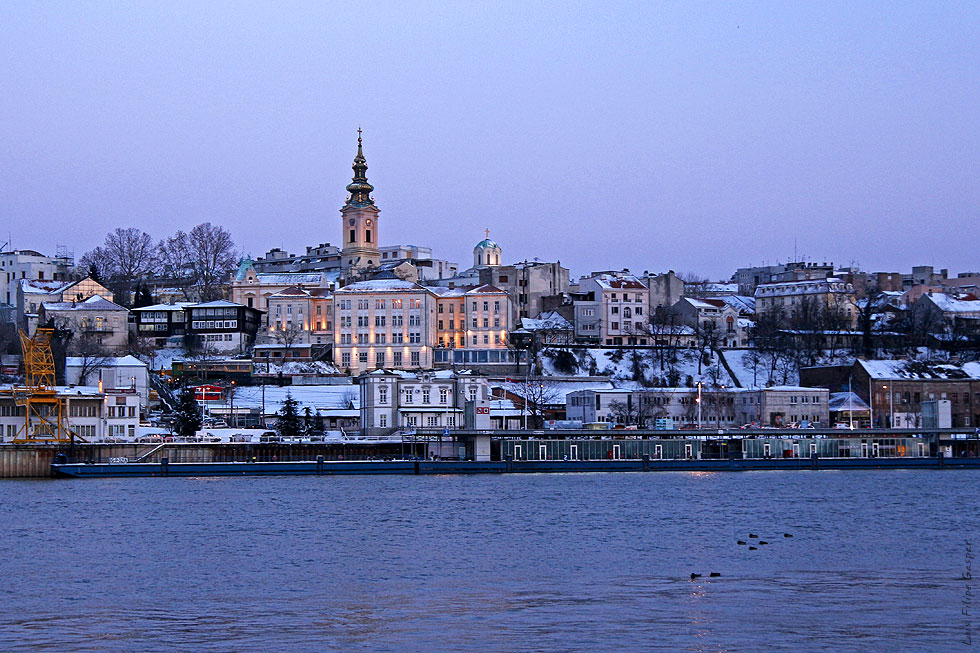
Centro histórico de Belgrado e o rio Sava

Em 2015, cerca de 2,4 milhões de pessoas foram registradas nas acomodações da Sérvia. Desse total, 1,2 milhões eram estrangeiros. O estimado é que o turismo arrecade 1,4 bilhões de dólares anualmente.
O turismo na Sérvia baseia-se maioritariamente nas montanhas e nas aldeias. As estâncias mais conhecidas nas montanhas são as de Zlatibor, Kopaonik, e a de Stara Planina.
Existem inúmeros spa's na Sérvia, dos quais um dos maiores é o Vrnjačka Banja. Também existe um turismo expressivo em Belgrado e Novi Sad (a capital da província da Voivodina), bem como no Festival Exit e o Festival de Trompetes de Guča.

## Redes criminosas
As organizações mafiosas desenvolveram-se fortemente na Sérvia e, de um modo mais geral, nos Balcãs, desde a queda do comunismo e as guerras na Jugoslávia. Consideradas atualmente como actores importantes do crime organizado internacional, estas organizações começaram a prosperar nos anos 90 com o tráfico de armas e de cigarros, antes de se voltarem para a cocaína proveniente da América do Sul. Também traficam heroína e produzem marijuana e drogas sintéticas. Os seus lucros são tais que se apoderaram de grande parte da economia legal.
Na Sérvia, estabeleceram-se no seio do Estado e mantêm ligações com os principais actores políticos, incluindo o Presidente Aleksandar Vucic. Membros do clã Janjicari protegeram a sua cerimónia de tomada de posse e o filho do Presidente, Danilo Vucic, aparece regularmente em público com membros do gangue. O Ministro da Saúde, Zlatibor Lončar, foi mesmo diretamente implicado num homicídio, apesar de pertencer ao clã de Zemun.

## Cultura

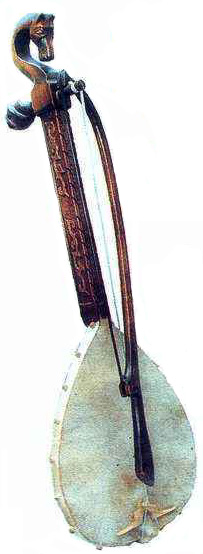
A Guzla, instrumento musical nacional sérvio

A Sérvia é um dos países culturalmente mais diversificados da Europa. As fronteiras entre grandes impérios percorreram o território da Sérvia actual durante longos períodos da história: entre a metade Oriental e Ocidental do Império Romano; e entre o Império Otomano e o Império Austríaco (mais tarde Áustria-Hungria). Como resultado, enquanto o Norte é culturalmente mais como a Europa Central, o Sul é mais Oriental. Evidentemente, ambas as regiões influenciaram-se mutuamente, pelo que a distinção entre Norte e Sul é de certa forma artificial.
A influência do Império Bizantino sobre a Sérvia foi talvez a mais significativa. Os Sérvios são Cristãos Ortodoxos, com a sua própria Igreja nacional — a Igreja Ortodoxa Sérvia. Usam ambos os alfabetos, o Cirílico e o latino, resultante da influência Oriental e Ocidental. Os mosteiros da Sérvia, construídos principalmente na Idade Média, são uns dos traços mais valiosos e visíveis da Sérvia Medieval juntamente com o Bizâncio, mas também com a Europa Românica (Ocidental) que a Sérvia tinha uma forte ligação na Idade Média.

### Teatro e Cinema
A Sérvia possui um cenário cinematográfico, e teatral bem-conceituado. Joakim Vujić é considerado o pai do teatro nacional. O Festival Internacional de Teatro de Belgrado (BITEF), fundado em 1967, é um dos festivais de teatro mais antigos do mundo. Hoje, a Sérvia conta com cerca de 38 teatros profissionais. O maior deles se localiza na capital do país, Belgrado.
O cinema nacional é considerado dinâmico, e bem avaliado externamente. O diretor de cinema sérvio Emir Kusturica se destaca por ser um dos 8 diretores a vencer 2 vezes o prêmio Palma de Ouro, do Festival de Cannes, o maior prêmio de cinema do mundo. O diretor recebeu a condecoração da Ordem das Artes e das Letras da França.
Recentemente a Sérvia destacou-se no cinema com o polêmico filme de terror A Serbian Film, que possui cenas fortíssimas de sexo, violência, necrofilia e pedofilia sendo ao mesmo tempo comentada, banida em vários países e premiada em festivais de cinema.

### Literatura
A literatura sérvia teve início na idade média, e se relaciona com a Igreja Ortodoxa. O filósofo Cirilo é apontado como o primeiro autor eslavo, sendo responsável pela criação do alfabeto cirílico, base do idioma sérvio. Monumentos escritos com o alfabeto glagolítico são datados do século XI, e podem ser encontrados no território do país.
Atualmente, existem cerca de 551 bibliotecas públicas no país. A maior delas se localiza em Belgrado, e conta com aproximadamente 5 milhões de obras. A literatura sérvia possui nomes de grande influência. Alguns dos autores contemporâneos mais influentes são: David Albahari, Zoran Živković, Svetislav Basara, Goran Petrović, e Vladimir Arsenijević.

### Esportes

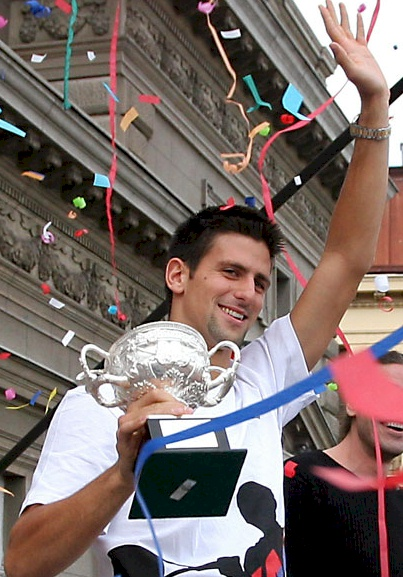
O 22 vezes campeão do Grand Slam Novak Đoković

Os esportes mais populares entre os sérvios são o futebol, o voleibol e o basquetebol. Nos últimos anos, o polo aquático e o tênis têm-se popularizado.
Como Jugoslávia, na Copa do Mundo de futebol conseguiu ficar em terceiro lugar em 1930, no Uruguai, além de quarto lugar em 1962, no Chile. Já na Eurocopa, conseguiu o vice-campeonato em 1960, na França, e em 1968, na Itália, além de quarto lugar em 1976, quando foi país-sede. No país, existem dois times de grande porte: o Estrela Vermelha (campeão mundial e campeão europeu em 1991) e o Partizan (vice em 1966).
Também como Jugoslávia, ganhou a medalha de ouro no vôlei masculino nos Jogos Olímpicos de Sydney em 2000 e bronze em Atlanta 1996, além de prata no Campeonato Mundial de 1998 em Tóquio, bronze na Copa do Mundo em 2003 e bronze no Campeonato Mundial de Voleibol Feminino de 2006 em Osaka.
Ainda como Jugoslávia, ganhou a medalha de ouro no basquetebol masculino nos jogos olímpicos em Moscou 1980, prata na Cidade do México 1968, Montreal 1976, Seul 1988 e Atlanta-1996, e bronze em Los Angeles-1984. No feminino ganhou prata em Seul 1988 e bronze em Moscou 1980. É também o maior vencedor do Campeonato Mundial masculino, ganhando em 1970, 1978, 1990, 1998 e 2002, além de ficar em segundo em 1963, 1967 e 1974, e terceiro em 1982 e 1986. No feminino, ficou em segundo lugar em 1990. No Campeonato Europeu, venceu em 8 oportunidades (1973/1975/1977, 1989/1991, 1995/1997 e 2001).
Já no tênis, o país revelou nos últimos anos jogadores de destaque mundial:
- Monika Seleš (Monica Seles): ex-número 1 do mundo e vencedora do Aberto da Austrália em 1991, 1992, 1993 e 1996, de Roland Garros em 1990, 1991 e 1992, e do US Open em 1991 e 1992. Terminou na primeira colocação no ranking mundial em 1991, 1992 e 1995.
- Ana Ivanović: campeã em Roland Garros (2008), vice-campeã em Melbourne do Australian Open (2008) e do Roland Garros (2007) e semifinalista em Torneio de Wimbledon (2007) e Roland Garros (2015).
- Jelena Janković: vice-campeã do US Open (2008) e semifinalista em Melbourne do Open da Austrália (2008), Roland Garros (2007 e 2010) e do US Open (2007).
- Novak Đoković (Novak Djokovic): decacampeão do Australian Open (2008, 2011, 2012, 2013, 2015, 2016, 2019, 2020, 2021 e 2023), tricampeão no US Open (2011, 2015 e 2018), bicampeão de Roland Garros (2016 e 2021) e heptacampeão do Torneio de Wimbledon (2011, 2014, 2015, 2018, 2019, 2021 e 2022).